# Suzanne Marees
Suzanne Marees (Purmerend, 18 maart 1991) is een Nederlands voetballer die sinds 2015 speelt voor SC Telstar VVNH.

## Carrière
Marees begon met voetbal op straat, alwaar ze gescout werd door Marjon Onderwater voor FC Purmerend. Daar begon ze in de D-jeugd en ging vrij snel naar de A-junioren en het vrouwenelftal. Uiteindelijk vertrok ze naar S.V. Fortuna Wormerveer met de achterliggende gedachte om later door te stromen naar AZ. Uiteindelijk maakte ze in de zomer van 2010 de overstap naar de Alkmaarders. Dat jaar besloot AZ echter te stoppen met de vrouwentak. In de laatste wedstrijd van het seizoen werd de KNVB beker gewonnen. Daarna stapte ze over naar SC Telstar VVNH. Voor 2013/2014 maakt ze de overstap naar FC Twente.

## Statistieken
| Seizoen | Club            | Land      | Competitie | Wedstrijden | Doelpunten |
| ------- | --------------- | --------- | ---------- | ----------- | ---------- |
| 2010/11 | AZ              | Nederland | Eredivisie | 14          | 1          |
| 2011/12 | SC Telstar VVNH | Nederland | Eredivisie | 15          | 0          |
| 2012/13 | SC Telstar VVNH | Nederland | Eredivisie | 28          | 1          |
| 2013/14 | FC Twente       | Nederland | Eredivisie | 8           | 0          |
| 2013/14 | AFC Ajax        | Nederland | Eredivisie | 6           | 0          |
| 2014/15 | AFC Ajax        | Nederland | Eredivisie | 10          | 0          |
| 2015/16 | SC Telstar VVNH | Nederland | Eredivisie | 0           | 0          |
| Totaal  | Totaal          | Totaal    | Totaal     | 81          | 2          |

Laatste update: 3 juli 2015